# 阿爾馬內格拉山
阿爾馬內格拉山（Alma Negra），是阿根廷的山峰，屬於安第斯山脈中拉馬達山脈的一部分，海拔高度6,110米，波蘭考察隊在1934年首次登頂並堆起石標。